# Walter Boehlich
Walter Boehlich (Breslavia, 16 de septiembre de 1921-Hamburgo, 6 de abril de 2006) fue un crítico literario, lector, traductor y editor alemán. Su sobrina es la política Sabine Boehlich.

## Vida
Fue hijo del escritor silesio Ernst Boehlich. Debido a su origen judío fue discriminado en la escuela por el Nacionalsocialismo. En el periodo de posguerra estudió filología con Ernst Robert Curtius, del que llegó a ser su asistente entre 1947 y 1951.
Fue crítico literario en el semanario Die Zeit y en el Frankfurter Allgemeinen Zeitung y desde 1957 lector jefe de la editorial Suhrkamp
Compaginó sus tareas como editor realizando traducciones al alemán de textos en francés, español y danés. Desde noviembre de 1979 hasta enero de 2001 escribió una columna política para revista mensual satírica Titanic.
Fue hasta su muerte miembro de la Academia Alemana de la Lengua y la Poesía de Darmstadt. Recibió el Premio Johann Heinrich Merck (1990), el Hessischer Kulturpreis (1996), el Premio Jane Scatcherd (1997), el Premio Heinrich Mann (2001)  y el Premio Wilhelm Merton (2001).

## Obra
- 1848 (1973)
- Helmut Peitsch, Helen Thein (editores): Die Antwort ist das Unglück der Frage : ausgewählte Schriften von Walter Boehlich (2011)
- Póstumo, junto con Karlheinz Braun, Klaus Reichert, Peter Urban y Urs Widmer: Chronik der Lektoren. Von Suhrkamp zum Verlag der Autoren (2011)

### Edición
- Marcel Proust: Briefe zum Werk (1964)
- Der Berliner Antisemitismusstreit (1965)
- Georg Gottfried Gervinus: Einleitung in die Geschichte des neunzehnten Jahrhunderts (1967)
- Der Hochverratsprozeß gegen Gervinus (1967)
- Karl Gutzkow: Deutschland am Vorabend seines Falles oder seiner Größe (1969)
- Thomas Mann: Schriften zur Politik (1970)
- Hjalmar Söderberg: Doktor Glas (1992)
- Sigmund Freud: Jugendbriefe an Eduard Silberstein (1989)
- David Friedrich Strauß: Soirées de Grandval (1996)

### Traducciones
- Herman Bang: Eine Geschichte vom Glück (1993)
- Herman Bang: Sommerfreuden (1993)
- Herman Bang: Das weiße Haus. Das graue Haus (1958)
- Giambattista Basile: Das Märchen aller Märchen
- Steen Steensen Blicher: Bruchstücke aus dem Tagebuch eines Dorfküsters (1993)
- Tania Blixen: Moderne Ehe und andere Betrachtungen (1987)
- Gabriel Dagan: Die Verabredung (1986)
- Régis Debray: Der chilenische Weg (1972)
- Marguerite Duras: Der Nachmittag des Herrn Andesmas (1963)
- Marguerite Duras: Zerstören, sagt sie (1970)
- Jean Giraudoux: Simon (1961)
- Víctor Jara: Víctor Jara (1976)
- Søren Kierkegaard: Briefe (1955)
- Vizconde de Lascano Tegui: Von der Anmut im Schlafe (1995)
- Amedeo Modigliani: Modigliani (1961, junto a Silja Wendelstadt)
- Die Ostindienfahrer (1970)
- Peter Ronild: Die Körper (1971)
- Monique Saint-Hélier: Die Weisen aus dem Morgenland (1958)
- Ramón J. Sender: Requiem für einen spanischen Landmann (1964)
- Ramón J. Sender: Der Verschollene (1961)
- Hjalmar Söderberg: Abendstern (1980)
- Hjalmar Söderberg: Gertrud (1980)
- Lope de Vega: Die Irren von Valencia (1967)
- Vizconde de Lascano Tegui: Von der Armut im Schlafe: intimes Tagebuch (1995)
- Virginia Woolf: Mrs. Dalloway (1997)